# جائزة الأمم المتحدة في مجال حقوق الإنسان
أسست الجمعية العامة للأمم المتحدة التابعة للأمم المتحدة جائزة الأمم المتحدة في مجال حقوق الإنسان resolution 2217 عام 1966.
وتهدف الجائزة إلى تكريم وتمييز الأشخاص والمنظمات الذين قدموا إسهامات بارزة في تعزيز وحماية حقوق الإنسان المصرح عنها في الإعلان العالمي لحقوق الإنسان وغيره من الوثائق الدولية الصادرة عن الوثائق الدولية لحقوق الإنسان.
منحت الجائزة للمرة الأولى عام 1968، ثم أصبحت تمنح مرة كل خمس سنوات منذ ذلك الحين.
تقام احتفالية توزيع الجائزة في 10 كانون الأول (ديسمبر)، وهو اليوم الذي خصصته الأمم المتحدة كيوم حقوق الإنسان. يتم اختيار مستحقي الجائزة بواسطة لجنة مكونة من رؤساء الجمعية العامة للأمم المتحدة والمجلس الاقتصادي والاجتماعي للأمم المتحدة ولجنة الأمم المتحدة لحقوق الإنسان ولجنة أحوال المرأة واللجنة الفرعية لتعزيز وحماية حقوق الإنسان.
الجائزة رمزية وهي عبارة عن لوحة معدنية تحمل ختم الأمم المتحدة وتصميماً فنياً، ومحفور عليها بعض الأقوال الملائمة. وهي على النقيض من جائزة نوبل لا تمنح الفائزين جوائز نقدية، على الرغم من أنهم يشتركون مع الفائزين بجائزة نوبل للسلام بهدف مشترك.
يتطلع مكتب اللجنة العليا لحقوق الإنسان التابع للأمم المتحدة الترشيحات للحصول على لجائزة عام 2013. إذ ترسل الترشيحات من مصادر مختلفة حتى 5 تموز 2013: «الدول الأعضاء، المنظمات غير الحكومية وغيرها من المصادر المناسبة»

## الفائزون بالجائزة عام 1968
- مانويل بيانشي، رئيس «لجنة الدول الأمريكية لحقوق الإنسان» - (تشيلي)
- رينيه كاسان، عضو لجنة الأمم المتحدة لحقوق الإنسان - (فرنسا)
- ألبرت جون لوتولي، رئيس حزب المؤتمر الوطني الإفريقي، (نال الجائزة بعد وفاته) - (جنوب أفريقيا)
- مهرانکیز منوشهریا، محامٍ وعضو مجلس الشوری الإسلامیة في (إيران)
- «بيتر إيميليانوفيتش نيدبيلو»، عضو لجنة الأمم المتحدة لحقوق الإنسان - (أوكرانيا)
- إليانور روزفلت، رئيسة لجنة الأمم المتحدة لحقوق الإنسان (نال الجائزة بعد وفاته)- (الولايات المتحدة)

## الفائزون بالجائزة عام 1973
- طه حسين، مختص في الأدب من (مصر).
- سي ولفريد جينكس، مدير منظمة العمل الدولية العام، (نال الجائزة بعد وفاته) - (المملكة المتحدة)
- ماريا لابايي أوربينا، محامية ومحاضرة - (المكسيك)
- هابيل موزوريوا، رئيس مجلس الاتحاد الوطني الأفريقي - (روديسيا)
- سيووساغور رامغولام، رئيس وزراء - (موريشيوس)
- يو ثانت، أمين عام الأمم المتحدة - (بورما)

## الفائزون بالجائزة عام 1978
- رعنا لیاقت علي خان - (باكستان)
- الأمير صدر الدين أغا خان - (إيران)
- مارتن لوثر كينغ (نال الجائزة بعد وفاته) - (الولايات المتحدة)
- هيلين سوزمان - (جنوب أفريقيا)
- اللجنة الدولية للصليب الأحمر
- منظمة العفو الدولية
- Vicaría de la Solidaridad (تشيلي)
- الاتحاد الوطني للمرأة التونسية - (تونس)

## الفائزون بالجائزة عام 1988
- بابا آمتي، محامٍ في مجال حقوق الإنسان - (الهند)
- جونز بيتر هامفري، مدير «شعبة الأمم المتحدة لحقوق الإنسان» - (كندا)
- آدم لوباتكا، رئيس المحكمة العليا - (بولندا)
- ليونيداس بروانو، أسقف - (الإكوادور)
- نيلسون مانديلا، محامٍ وزعيم دولة (جنوب أفريقيا)
- ويني ماديكيزيلا مانديلا، مساعدة اجتماعية - (جنوب أفريقيا)

## الفائزون بالجائزة عام 1993
- حسيب بن عمار، رئيس المعهد العربي لحقوق الإنسان - (تونس)
- إيريكا إيرين دايس، رئيسة «الفريق العامل المعني بالسكان الأصليين» - (اليونان)
- جيمس غرانت، المدير التنفيذي لمنظمة يونيسف - (الولايات المتحدة)
- لجنة الحقوقيين الدولية (ومركزها جنيف)
- الطاقم الطبي في مستشفى ساراييفو المركزي.
- سونيا بيكادو سوتيلا، نائبة رئيس «محكمة البلدان الأمريكية لحقوق الإنسان» - (كوستاريكا)
- غانيش مان سينغ، المرشد الأعلى للنيبال[1] وحركة 1990 الديمقراطية[2] - نيبال.
- الاتحاد النسائي السوداني - (السودان)
- خوليو توميري خافيير، مؤسس الجمعية الدائمة لحقوق الإنسان - (بوليفيا)

## الفائزون بالجائزة عام 1998
- سونيلا أبيسيكيرا، المديرة التنفيذية لجمعية إنفورم - (سريلانكا)
- أنجلينا أتشنغ أتيام، مؤسسة «جمعية الآباء المعنيين» - (أوغندا)
- جيمي كارتر، رئيس الولايات المتحدة السابق - (الولايات المتحدة)
- خوسيه جورجي، «الأمانة الخاصة لحقوق الإنسان» - (البرازيل)
- آنا ساباتوفا، مؤسسة ميثاق 77 - (التشيك)
- كافة المدافعين عن حقوق الإنسان، «الآلاف من الأشخاص الشجعان حول العالم».

## الفائزون بالجائزة عام 2003
- إستيلا بارنز دي كارلوتو، مديرة منظمة جدات ميدان مايو - (الأرجنتين)
- شبكة نهر مانو النسائية للسلام (سيراليون، ليبيريا، وغينيا)
- فريق إدارة مشروع حماية الأسرة - (الأردن)
- دينغ بوفانغ، رئيس «الاتحاد الصيني لذوي الاحتياجات الخاصة» - (الصين)
- شولاميث كوينغ، المدير التنفيذي لـ الحركة الشعبية لتعليم حقوق الإنسان - (الولايات المتحدة)
- سيرجيو دي ميللو، الممثل الخاص للأمم المتحدة؛ قتل في العراق. (نال الجائزة بعد وفاته) (البرازيل)

## الفائزون بالجائزة عام 2008
- لويز أربر، رئيسة المفوضية السامية للأمم المتحدة لحقوق الإنسان السابقة - (كندا)
- بينظير بوتو، رئيسة الوزراء السابقة وزعيمة المعارضة، أغتيلت. (باكستان، نالت الجائزة بعد وفاتها).
- رمزي كلارك، نائب عام الولايات المتحدة السابق - (الولايات المتحدة)
- د. كارولين غوميز من منظمة جامايكيون من أجل السلام
- د. دينيس موكويغي، مؤسس مشارك لمستشفى بانزي للإحالة في جمهورية الكونغو الديمقراطية
- دوروتي ستانغ، أغتيلت (البرازيل، نالت الجائزة بعد وفاتها)
- هيومن رايتس ووتش

## الفائزون بالجائزة عام 2013
- خديجة الرياضي، رئيسية سابقة للجمعية المغربية لحقوق الإنسان.
- بيرام ولد أعبيدي، حقوقي ورئيس «حركة إيرا» في موريتانيا.

## روابط خارجية
- United Nations Prize in the Field of Human Rights (المفوضية السامية للأمم المتحدة لحقوق الإنسان)